# آيت ولال (إقليم زاكورة)
آيت ولال  (بالإنجليزية: AIT OUALLAL)‏ هي جماعة قروية تابعة لإقليم زاكورة ضمن جهة درعة تافيلالت بالمغرب. بلغ مجموع عدد سكان  آيت ولال حسب إحصاءات 2004 حوالي 9649 نسمة من بينهم 1 أجنبي يعيشون في 1065 أسرة.

## إحصاء عام
| السنة | عدد السكان | عدد الأسر | عدد الأجانب |
| ----- | ---------- | --------- | ----------- |
| 1994  | 8010       | 912       | °°°°        |
| 2004  | 9649       | 1065      | 1           |